# Luigi Roberto Cona
Mons. Luigi Roberto Cona (* 10. listopadu 1965, Niscemi) je italský římskokatolický duchovní, arcibiskup a apoštolský nuncius.

## Život
Narodil se 10. listopadu 1965 v Niscemi.
Studoval teologii na Teologickém institutu sv. Pavla v Katánii. Po studiích byl 28. dubna 1990 vysvěcen biskupem Vincenzem Cirrincionem na kněze a byl inkardinován do diecéze Piazza Armerina. Následně získal titul doktora dogmatické teologie. V říjnu 1991 se stal farářem farnosti Santa Maria d’Ittrio v Piazza Armerina. Dne 1. července 2003 vstoupil do diplomatických služeb Svatého stolce. Poté postupně působil na nunciaturách v Panamě, Portugalsku, Kamerunu, Maroku, Jordánsku a v Turecku. Poté nastoupil do služeb Státního sekretariátu a apoštolské nunciatury v Itálii. Mezitím mu byl udělen titul Monsignor.
Dne 24. října 2019 jej papež František jmenoval asesorem pro všeobecné záležitosti a předsedou Úřadu pro dohled a finanční informovanost.
Dne 26. října 2022 jej papež František jmenoval apoštolským nunciem v Salvadoru a titulárním arcibiskupem ze Sala Consilina. Biskupské svěcení přijal 2. prosince 2022 z rukou kardinála Pietra Parolina a spolusvětiteli byli arcibiskup Edgar Peña Parra a biskup Rosario Gisana.
Hovoří španělsky, anglicky, portugalsky a francouzsky.